# Mulu Mesfin
Mulu Mesfin es una enfermera etíope que atiende a cientos de víctimas de violación desde el inicio de la Guerra de Tigray.

## Trayectoria
Mesfin obtuvo su certificado de enfermera en la Escuela de Enfermeras de Askum, para después obtener su licenciatura en Enfermería en la Shiba University College. A lo largo de su carrera trabajó en instituciones para la salud de renombre en Etiopía. 
En 2018 Mesfin empezó a hacer campaña para terminar con la violencia contra las niñas y mujeres jóvenes en el Tigre, un tema que se ha vuelto cada vez más urgente desde que comenzó la guerra civil a finales del 2020.Junto con otras compañeras lleva el denominado centro "One Stop Center for Sexually Assaulted Women and children." en Mekele, una unidad que pertenece al hospital de Ayderm en la capital de la región del Tigray en Etiopía. El centro ofrece servicios médicos, psicológicos y jurídicos a las víctimas de abuso y violencia sexual.Es la defensora y vocal para los superviventes, a través de su testimonio en los medios y las organizaciones internacionales.
Desde entonces ha atendido a cientos de víctimas de violación, de 10 a 15 cada día, verificando que la cifra de mujeres abusadas no decrece, sino que aumenta, y ha estimado que puede llegar a ser veinte veces mayor. Además, recoge y hace de altavoz del testimonio de estas mujeres, atacadas durante semanas enteras por grupos de soldados, tanto eritreos como etíopes.

## Reconocimientos
En diciembre de 2021 fue incluida en la lista 100 Women de la BBC.

## Obras
- 2023. Genocidal Rape: Women and Girls' Stories from Tigray War. and Birhan Gebrekristos.  979-8388791290